# Al·lèrgia als aliments
L'al·lèrgia als aliments és una resposta immunitària, exagerada de l'organisme quan entra en contacte amb un determinat aliment. Aquestes substàncies capaces de provocar una reacció al·lèrgica són conegudes com a substàncies al·lergèniques o al·lergògens.
En formes lleus poden ser de naturalesa transitòria (cedeixen amb el temps), poden provocar quadres cutanis (des d'urticàries a èczemes fins a dermatitis atòpica), quadres gastrointestinals (diarrea crònica), molèsties digestives inespecífiques, nàusees, vòmits, o dificultats per empassar (esofagitis eosinofílica), i en casos greus, anafilaxis amb risc de mort. Degut a la variabilitat en la simptomatologia entre els pacients, l'al·lèrgia als aliments és difícil de diagnosticar.
L'al·lèrgia als aliments no és el mateix que la intolerància als aliments, que és la incapacitat de consumir alguns elements o nutrients sense patir efectes adversos a la salut. Els efectes poden ésser més o menys ràpids sobre la salut, la intolerància als aliments es diferencia de les al·lèrgies perquè les al·lèrgies provoquen una resposta del sistema immunitari, activant la immunoglobulina E (IgE) o d'altres mecanismes immunitaris, mentre que les intoleràncies generalment es deuen a la manca d'enzims que impedeixen l'adequada metabolització del nutrient.
Algunes proteïnes que es troben a pol·lens que produeixen rinitis o asma també es poden trobar en aliments vegetals. Degut a això, les persones amb al·lèrgia al pol·len es poden tornar al·lèrgiques a aquests aliments. Per exemple, les proteïnes transportadores de lípids (LTP, de l'anglès lipid transfer protein) que es troben en la pell del préssec i a la pipa es troben també en moltes fruites o verdures, per això les persones que tenen al·lèrgia a les LTP comencen a tenir sovint problemes al·lèrgics a la fruita seca. Una altra també comuna és la profilina, una proteïna estructural de fruites i verdures, que causa reaccions habitualment més lleus que les LTP, però amb moltes més fruites i verdures. D'altres són per exemple la síndrome làtex-fruites; moltes persones al·lèrgiques al làtex tenen al·lèrgia a la fruita seca i a fruites tropicals. També és força comuna la síndrome de Sazae (pastanaga, api i espècies), en què les persones al·lèrgiques al pol·len d'artemisa comencen a tenir al·lèrgia a aquests aliments.
La prevenció dels episodis d'al·lèrgia s'ha basat principalment en l'educació de les persones afectades i els seus familiars i en un etiquetatge cada cop més exigent dels aliments envasats, exigit per les normes legals. S'ha començat a treballar també en programes de control als menjadors escolars, com el projecte VAIAME (vigilància d'al·lèrgies i intoleràncies alimentàries als menjadors escolars) que ha estat pioner a la ciutat de Barcelona ha estat pioner.